# Contributions to Entomology
Contributions to Entomology (niem. Beiträge zur Entomologie) – recenzowane czasopismo naukowe, publikujące w dziedzinie entomologii.
Czasopismo to jest wydawane od 1951 roku, początkowo przez Deutsches Entomologisches Institut. Obecnie wydawcą jest Senckenberg Deutsches Entomologisches Institut, a pismo stanowi oficjalną publikację Deutsche Gesellschaft für allgemeine und angewandte Entomologie. Artykuły ukazują w języku angielskim lub niemieckim i pokrywają takie dziedziny nauki o owadach jak: systematyka, taksonomia, filogeneza, zoogeografia, faunistyka, ekologia, entomologia stosowana, bibliografia entomologiczna i historia entomologii.